# A Final Reckoning

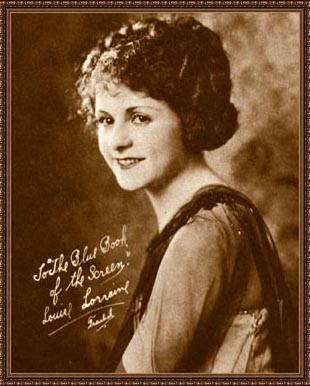
Louise Lorraine, estrela do seriado.

A Final Reckoning é um seriado estadunidense de 1929, no gênero Western, dirigido por Ray Taylor, em 12 capítulos, estrelado por Newton House e Louise Lorraine. O seriado foi produzido e distribuído pela Universal Pictures, foi registrado entre outubro de 1928 e 31 de maio de 1929, e veiculou originalmente nos cinemas estadunidenses a partir de 15 de abril de 1929. Foi baseado no livro de George Alfred Henty.
Este seriado é considerado perdido, tendo sobrevivido apenas fragmentos de um trailer.

## Sinopse
Dois irmãos buscam na Austrália uma mina de ouro que seu pai descobriu antes de morrer.

## Elenco
- Newton House … Ruben Whitney
- Louise Lorraine … Miss Whitney, irmã de Ruben
- Jay Wilsey … Capitão Wilson (creditado Buffalo Bill Jr.)
- Edmund Cobb … Black Jack
- Frank Clark … Jim Whitney

## Capítulos
1. A Treacherous Friend
2. The Man Trap
3. Trapped
4. Face to Face
5. Ambushed
6. Unmasked
7. In Wolf's Clothing
8. An Attack in the Dark
9. A Ride for Life
10. The Blast of Death
11. The Living Dead
12. The Reward

Fonte: